# キューティーハニーF キャラクタービジョンCD
『キューティーハニーF キャラクタービジョンCD』は、テレビアニメ『キューティーハニーF』のミニアルバム作品。1997年11月21日に日本コロムビアより発売された。全4曲収録。

## 概要
テレビアニメ『キューティーハニーF』のオープニング主題歌「キューティーハニー」と3曲の挿入歌が収録されたミニアルバム。
『キューティーハニーF』のキャラクター絵を配し、その盤の中央が8cmシングルCDになっているという「キャラクタービジョンCDシリーズ」の1枚として発売された。

## 曲目リスト
1. キューティーハニー （1:56）
  - 作詞：クロードQ／作曲：渡辺岳夫／編曲：亀山耕一郎／歌：SALIA
2. 明日のDoor 〜The Theme of KISARAGI HONEY〜 （3:20）
  - 作詞：四宮正恵／作曲：佐橋俊彦／編曲：佐橋俊彦／歌：永野愛
3. 星になれ （3:03）
  - 作詞：河野優美／作曲：三宅一徳／編曲：三宅一徳／歌：橋本潮
4. きっとVICTORY! 〜The Theme of CUTIE HONEY〜 （3:48）
  - 作詞：近藤由華／作曲：佐橋俊彦／編曲：佐橋俊彦／歌：堀江美都子